# Lički Novi
Lički Novi (nekadašnji Novi ili Novigrad, latinski Novum castrum) je naselje u Republici Hrvatskoj, u sastavu Grada Gospića u Ličko-senjskoj županiji.

## Zemljopis
Lički Novi je udaljen 5 km od Gospića, nalazi se na 565 metara nadmorske visine i prostire se na površini od 12,62 km².

## Stanovništvo
Prema popisu stanovništva iz 2001. godine, naselje je imalo 343 stanovnika te 128 obiteljskih kućanstava.

Prema popisu stanovništva 2011. godine naselje je imalo 298 stanovnika.
| broj stanovnika | 1088  | 858   | 828   | 949   | 1042  | 948   | 963   | 985   | 899   | 851   | 739   | 635   | 495   | 437   | 343   | 298   | 264   |
|                 | 1857. | 1869. | 1880. | 1890. | 1900. | 1910. | 1921. | 1931. | 1948. | 1953. | 1961. | 1971. | 1981. | 1991. | 2001. | 2011. | 2021. |

## Povijest
Prvi put se Lički Novi spominje godine 1449., prigodom velike diobe frankopanskih imanja koju su proveli sedmorice sinova kneza Nikole IV. Tada je knezu Dujmu IV. uz Ostrvicu, Slunj i Ledenice također dodijeljena utvrda Novi (latinski Novum castrum). Dujam se dao po kninskomu kaptolu kao javnom bilježništvu zakonito uvesti u posjed utvrde Novi, što mu 22. srpnja 1464. potvrđuje kralj Matija Korvin. U toj, na latinskom pisanoj povelji, Lički Novi se zove imenom »castrum Uywaz«, što znači »utvrda Nova vas«.  
Kasnije je Lički Novi pripao Krbavskim knezovima. Prigodom ugovora, što ga je knez Ivan Karlović 1509. sklopio sa svojim svakom Nikolom Zrinskim, spominje među svojim posjedima i Novigrad u Lici.
U Liku upali su početkom 16. stoljeća Osmanlije. Pad Like pod vlast Turaka dogodio se 1527. godine. Turci su na čitavom području Like izvršili svoju administrativno-teritorijalnu podjelu. Osvojene hrvatske zemlje zapadno od rijeke Une pripojili su isprva Kliškom sandžaku, a zatim su ustanovili samostalan Lički sandžak, koji su podijelili na sedam kotara. Središta pojedinih kotara bili su na Udbini, u Gračacu, Boričevu, Ribniku, Novom, Kuli i Perušiću. 
Turci su forsirali razvoj Novoga, pa su mu namijenili funkciju kotarskog središta. Obnovili su staru Novljansku tvrđavu i u nju postavili posadu od 50 vojnika. Oko tvrđave redale su se novljanske kuće kojih je moglo bit stotinjak. Kotarsko područje Novoga zauzimalo je plodno tlo i zbog toga je bilo dobro naseljeno. Zahvaćalo je zemljište od Divosela i Bilaja do Kosinja. U sastavu novljanskog kotara bila su četiri vojvodstva sa sjedištima u Bilaju, Smiljanu, Ostrovici i Kosinju. Od spomenutih mjesta najbolje se razvijao Bilaj. Njegovu tvrđavu na visokoj stijeni Turci su obnovili i u nju postavili posadu od pedesetak momaka. Podgrađe Bilaja razvilo se u trgovačko središte s oko 250 kuća. Ostala vojvodska središta bila su manja mjesta. Na teritoriju novljanskog kotara bilo je i nekoliko većih muslimanskih posjeda. Uz te posjede nastalo je s vremenom nekoliko sela u kojima su živjeli vlaški kršćani. Tako su nastala sela Krznarić, Bogdanić, Bužim, Stari i Novi Hoteš, Obrovac i Badar.
U proljeće 1689. godine, poveo je karlovački general Ivan Josip Herberstein brojnu krajišku vojsku s namjerom potjerivanja Turaka iz Like. Svi dijelovi kršćanske vojske sastali su se 15. lipnja pod turskom tvrđavom u Novom. Istovremeno provalili su u Liku vlaški ustanci pod zapovjedništvom Stojana Jankovića. Vidjevši golemu kršćansku vojsku pred Novim, turska posada predala se bez borbe.
Dok Gospić nije izrastao u upravno središte Like, na njegovu području najviđenije mjesto bio je Novi. Nakon 1689. godine, novljansko stanovništvo koje nije pokršteno se razbježalo. Sljedeće, 1690. godine, kolonizirane su ovamo 34 obitelji iz Ledenica i 28 obitelji vlaških pokrštenika. Iste godine sagrađena je crkva sv. Antuna Padovanskog.
Novi je ponovno nastradao 1692. godine, kada su u Liku prodrijeli bosanski Turci, koji su opljačkali i spalili Novi i Divoselo, vjerojatno su tom prigodom zapalili i utvrdu. No, Turci su na povratku potučeni u Pločanskom Klancu.
Popis sačinjen 1712. godine, spominje u Novom 462 stanovnika. Od prezimena navode se Zduna, Matajija, Galac, Tonković, Svetić, Pađen, Jurčić, Belobrk, Kanić, Alić, Šnajdar, Bušljeta, Francetić, Jerković, Sendrić, Ivić, Musić, Brkljača, Umljenović, Hasić, Matijević, Ferić, Čanić, Dešić, Bubaš, Frković, Magašić, Jengić, Marković, Stilinović, Stančić, Kos, Turić, Šabanović, Buneta i Zdunić.
U Lici i Krbavi kao dijelu Karlovačkoga generalata ustrojena je natkapetanija ili velika kapetanija sa središtem najprije u Karlobagu, a zatim u Ličkom Ribniku, Ličko-krbavski distrikt podijeljen je u kolovozu 1712. godine na 12 kapetanija i četiri pokrulabije, ali Gospić nije postao upravno središte niti jedne lokalne jedinice, a nije bio ni crkveno središte.

## Crkva Sv. Antuna Padovanskog
U Ličkom Novom stoji župna crkva Sv. Antuna Padovanskog, sagrađena 1690. godine. Tamo je sve do godine 1776. bilo i sjedište arhiđakona za Liku i Krbavu.
Uništena je tijekom domovinskog rata 1991. Obnovljena je 2001. godine, a tijekom obnove u crkvi su pronađene stare grobnice i nešto starog nakita.

## Obrazovanje
Područna škola Lički Novi sagrađena je 1880. za vrijeme uprave Franje Filipovića, zapovjedajućeg generala Krajine. Za vrijeme domovinskog rata školu je pogodio samo jedan metak.
Danas se u školi podučavaju samo prva četiri razreda osnovne škole, ostali se podučavaju u Osnovnoj školi dr. Jure Turić u Gopsiću.
Mjesni odbor se također sastaje u školi.

## Poznati Novljani
- Vladimir Fajdetić, muzikolog, violinist i glazbeni kritičar
- Franjo Filipović, austrijski general hrvatskog podrijetla
- Ivica Frković, inženjer šumarstva, ministar u Nezavisnoj Državi Hrvatskoj i emigrantski politički aktivist
- Juraj (Jurica) Frković, veliki župan Velike župe Gacka i Lika i stožernik u virjeme Nezavnisne Države Hrvatske
- Mate Frković, liječnik, stožernik i ministar u Nezavisnoj Državi Hrvatskoj i emigrantski politički aktivist[13]